# Ruta 134 (Costa Rica)
La Ruta 134, oficialmente Ruta Nacional Secundaria 134, es una ruta nacional de Costa Rica ubicada en la provincia de Alajuela.

## Descripción
En la provincia de Alajuela, la ruta atraviesa el cantón de Atenas (los distritos de Atenas, Concepción).